# Kanton Cagnes-sur-Mer-Centre
Kanton Cagnes-sur-Mer-Centre (fr. Canton de Cagnes-sur-Mer-Centre) je francouzský kanton v departementu Alpes-Maritimes v regionu Provence-Alpes-Côte d'Azur. Tvoří ho pouze střed města Cagnes-sur-Mer.